# Dou (cesarzowa)
Dou Yifang (chiń. 竇皇后; ur. 205 p.n.e., zm. 135 p.n.e.) – przez większość życia znana jako cesarzowa Xiaowen (孝文皇后). Żona cesarza Chin Wena i matka jego następcy Jinga, posiadająca za ich panowania ogromny wpływ na politykę, religię i kulturę, protektorka i propagatorka taoizmu. Lata jej życia są zgodnie uważane przez klasycznych chińskich historyków za Złoty wiek chińskiej historii.

## Pochodzenie
Dou pochodziła z biednej rodziny z dzisiejszego Qinghe w prowincji Hebei. Miała dwóch braci: Dou Zhangjuna i Dou Guangguo. W bardzo młodym wieku została wezwana na cesarski dwór jako konkubina piątej rangi na służbie cesarza Hui. Od tego czasu nie miała żadnego kontaktu ze swoimi krewnymi.
Od czasu do czasu cesarzowa wdowa Lü ofiarowywała niektóre konkubiny cesarskiego dworu książętom krwi cesarskiej na żony, co było wówczas ogromnym wyróżnieniem i zaszczytem mającym zapewnić wierność obdarowanych. Konkubina Dou była jedną z nich. Ponieważ jej rodzinne strony były częścią księstwa Zhao, Dou poprosiła zajmującego się przydzielaniem konkubin eunucha o wysłanie jej do księcia Zhao. Eunuch wyraził na to zgodę, jednakże zapomniał później o tym i Dou z wielkim orszakiem i darami wyruszyła do ówczesnego księstwa Dai. Kiedy odkryła pomyłkę, według Sima Qiana miała przez całą drogę płakać i nawet odmówić wyjazdu, ale nie dano jej wyboru.
Jednakże pomyłka eunucha zmieniła się w niezwykłe szczęście dla Dou. Stała się główną żoną księcia Liu Henga, władcy Dai i urodziła mu córkę Liu Piao i dwóch synów: Liu Qi i Liu Wu.
Wkrótce po tym jak książę Heng został cesarzem Wen w wyniku upadku możnego klanu Lü – jego żona Dou, jako matka jego najstarszego syna, księcia Qi, otrzymała tytuł cesarzowej w 179 roku p.n.e., a książę Qi został następcą tronu.

## Cesarzowa
Jedną z pierwszych rzeczy, które zaprzątały głowę młodej cesarzowej było znalezienie jej braci – o ile w przypadku Zhangjuna nie było z tym problemów, o tyle odszukanie Guangguo nastręczyło urzędnikom sporo pracy, co opisano w Księdze Hanów: wkrótce po tym jak powołano Dou na dwór cesarski, Guangguo został porwany i sprzedany w niewolę. Służył różnym panom jako sługa najniższego rzędu, aż dotarł do stolicy Chin, Chang’anu. Tam usłyszał o nowej cesarzowej pochodzącej z Qinghe i mającej na imię Dou. Napisał list do cesarskiego pałacu, opisując w nim swoją obecną sytuację i rzeczy, o których tylko rodzeństwo morze wiedzieć i na rozkaz cesarza został uwolniony i wezwany na dwór, gdzie Dou upewniwszy się, że jest jej bratem, miała uściskać go i ucałować w obecności zgorszonych dworzan. Ofiarowała swoim braciom ogromne dobra i rozkazała wybudować im okazałe rezydencje w Chang’an. Otoczenie cesarskiej pary miało być oburzone czynami Dou, mając jeszcze w pamięci wywyższenie rodu Lü i jego rychły upadek.
W czasach przed objęciem cesarskiego tronu, jeszcze jako żona księcia Dai, Dou stała się gorliwą wyznawczynią taoizmu, z nabożnością czytała księgi Laozi i zapiski rzekomo pozostawione przez Żółtego Cesarza – dotyczące idei filozoficznej reakcji to tytuł uczynił go będącej następstwem akcji i interferencji sił przyrody. Nakazała swoim dzieciom, wnukom i mężowi studiować owe pisma, co przyczyniło się do uznania taoizmu za religię panującą.

## Cesarzowa wdowa
Po śmierci cesarza Wen w 157 roku p.n.e., jego następcą został książę Qi, zwany cesarzem Jing, a jego matka otrzymała tytuł cesarzowej wdowy. Posiadała ogromny wpływ na swojego syna, kierując na jego prośbę administracją dworu cesarskiego. Młody cesarz uczynił krewnych swojej matki Guangguo i jej siostrzeńca Dou Pengzu, syna Zhangjuna markizami. Główną troską cesarzowej wdowy stała się opieka nad jej młodszym, chorowitym synem, Liu Wu, który otrzymał od brata tytuł księcia Liang, który to tytuł uczynił go niewyobrażalnie bogatym.
Cesarzowa wdowa Dou popierała politykę swojego syna polegającą na redukcji wpływów i bogactw rodowych książąt łych krwi cesarskiej i podległych im ziem - co ostatecznie przyczyniło się do wybuchu Rebelii Siedmiu Królestw w 154 roku p.n.e. W czasie buntu, kiedy wyniszczono tereny księstwa Liang, Dou zleciła generałowi wojsk cesarskich, Zhou Yafu, by tak szybko jak to możliwe przyniósł ratunek zrujnowanej prowincji. Jednak gdy jego strategia doprowadziła do zwycięstwa, w obawie o jego wpływ na cesarza Dou sfingowała oskarżenia i proces, w którego czasie został skazany za zdradę i przywłaszczenie sobie zdobyczy. Wskutek tego Zhou popełnił samobójstwo w 143 roku p.n.e.
Cesarzowa wdowa Dou miała osobiście przesłuchiwać księcia Wu co do jego uczestnictwa w powstaniu, z czego książę się wyparł. Miał on w wypadku powodzenia zająć tron cesarski i godnie wynagrodzić rodziny spiskowców. Cesarz Jing był niezwykle wściekły i wysyłał wielu urzędników cesarskiej policji do Liang by wyśledzić spiskowców, na co książę Wu miał się poddać. Jednakże, cesarz miał mu przyznać opiekunów zarządzających jego majątkiem i szpiegujących go. Książę by odkupić swoją zbrodnię pojawił się w stolicy niemal nagi, związany powrósłem z wypalonym na plecach znakiem zdrady. Zarówno cesarz jak i jego matka byli poruszeni i udzielili mu wybaczenia i dopuścili do swojego stołu. Jednakże nie był on już znaczącą postacią na dworze. Kiedy zmarł w 144 roku p.n.e. cesarzowa wdowa opłakiwała go przez miesiąc i do swojej śmierci bardzo czule o nim mówiła, a cesarz miał podnieść jego pięciu synów do godności książęcych.
Kiedy wnuk cesarzowej wdowy Liu Rong, książę Linjiang, będący następcą tronu został uwięziony w 148 roku p.n.e. i został oskarżony o naruszenie terenów świątyni grobowej cesarza Wen przy budowie ścian swojego pałacu, nie wiadomo czy jego babka zajęła stanowisko w tej sprawie. Jednakże, po tym jak zmuszono go do popełnienia samobójstwa, Dou miała powszechnie wyrażać żal z tego powodu, co nie podobało się cesarzowi Jingowi, który zmusił swojego syna do samobójstwa.

## Wielka cesarzowa wdowa
Kiedy cesarz Jing zmarł w 141 roku p.n.e., cesarzowa wdowa Dou stała się wielką cesarzową wdową, a władzę przejął jej wnuk, cesarz Wu. Na początku jego panowania w 140 roku p.n.e. konfucjanizm stał się oficjalną religią państwową cesarstwa, zastępując w tym miejscu taoizm. W 139 roku p.n.e. dwaj konfucjańscy uczeni Zhao Wan i Wang Zang doradzili cesarzowi, by nie pytał o radę swojej babki oskarżanej o żądzę władzy i korupcję. Wkrótce obaj popełnili samobójstwo. To było ostatnie wydarzenie w długim życiu Dou, wkrótce zmarła w 135 roku p.n.e. przekazując swój ogromny majątek jedynej córce, księżniczce Liu Pi.